# Lantang
Lantang är en köping i sydöstra Kina. Den ligger i Zijin härad i staden Heyuan i provinsen Guangdong, omkring 170 kilometer öster om provinshuvudstaden Guangzhou. Antalet invånare är 57 439. Befolkningen består av 29 106 kvinnor och 28 333 män. Barn under 15 år utgör 28,0 %, vuxna 15-64 år 61 %, och äldre över 65 år 10,0 %.